# لاک‌پشت چاکو
لاک‌پشت چاکو (نام علمی: Chelonoidis petersi) نام یک گونه از سرده لاک‌پشت‌های زمینی چلونویدیس است.